# Eleições na Namíbia
As eleições na Namíbia determinam quais cidadãos namibianos irão ocupar os cargos públicos eletivos do sistema político do país. A Namíbia é uma república semipresidencialista, no qual as funções de chefe de governo são compartilhadas entre o presidente, eleito de forma direta, e o primeiro-ministro, eleito de forma indireta pela Assembleia Nacional.

## Organização política
O eleitorado namibiano elege a nível nacional o presidente, os deputados e conselheiros da Assembleia Nacional. No que se refere à eleição presidencial, esta ocorre periodicamente a cada 5 anos, conferindo ao vencedor um mandato de igual período. Ao chefe de Estado incumbente, é permitida a possibilidade de disputar apenas uma reeleição consecutiva ao final de seu mandato. 
O Poder Legislativo do país adota o modelo bicameral, sendo composto pela Assembleia Nacional, a câmara baixa, ocupada por 104 deputados, dos quais 96 são eleitos de forma direta e 8 são nomeados pelo presidente para um mandato de 5 anos. Por sua vez, o Conselho Nacional, a câmara alta, é ocupada por 42 conselheiros, sendo que todos os 14 estados do país possuem a mesma representação política ao elegerem, cada um, 3 conselheiros para um igual mandato de 5 anos.
No tocante às relações entre as forças políticas do país, a Namíbia é, em tese, uma democracia, porém na prática constitui-se em um sistema de partido dominante, com a Organização do Povo do Sudoeste Africano (SWAPO) sendo o partido governista desde 1994.

## Voto eletrônico
A Namíbia foi o primeiro país da África a adotar o sistema de voto eletrônico para registro e apuração de votos do eleitorado em eleições a nível nacional, tendo sido a eleição presidencial de 2014 a primeira em que se implementou urnas eletrônicas em todas as seções eleitorais do país.
No entanto, o modelo de urna eletrônica adquirido pela Comissão Nacional Eleitoral (ECN) não permite a comprovação do voto computado por meio impresso, o que levou a Suprema Corte da Namíbia a declarar em 2020 que o sistema de voto eletrônico sem comprovante impresso de votação era inconstitucional, determinando que as eleições a serem realizadas no país a partir de então voltassem a ser realizadas pelo método tradicional de cédulas eleitorais.